# Raveniella
Genre
Raveniella est un genre d'araignées aranéomorphes de la famille des Anapidae.

## Distribution
Les espèces de ce genre sont endémiques d'Australie.

## Liste des espèces
Selon World Spider Catalog (version 17.5, 23/11/2016) :
- Raveniella apopsis Rix & Harvey, 2010
- Raveniella arenacea Rix & Harvey, 2010
- Raveniella cirrata Rix & Harvey, 2010
- Raveniella hickmani (Forster, 1959)
- Raveniella janineae Rix & Harvey, 2010
- Raveniella luteola (Hickman, 1945)
- Raveniella mucronata Rix & Harvey, 2010
- Raveniella peckorum Rix & Harvey, 2010
- Raveniella subcirrata Rix & Harvey, 2010

## Étymologie
Ce genre est nommé en l'honneur de Robert John Raven.

## Publication originale
- Rix & Harvey, 2010 : The spider family Micropholcommatidae (Arachnida, Araneae, Araneoidea): a relimitation and revision at the generic level. ZooKeys, vol. 36, p. 1-321 (texte intégral).